# Euceraphis gillettei
Euceraphis gillettei är en insektsart som beskrevs av Davidson 1915. Euceraphis gillettei ingår i släktet Euceraphis och familjen långrörsbladlöss. Inga underarter finns listade i Catalogue of Life.